# Med solen i ögonen
Med solen i ögonen är ett studioalbum från 25 september 1998 av Lars Winnerbäck. Skivan producerades av Johan Johansson. Inspelad och mixad av Christian Edgren i Atlantis studio och Traxton Recording, Stockholm, sommaren 1998.

## Låtlista
1. Gråa dagar (4:53)
2. Tvivel (5:26)
3. Mamma är säkert nöjd (3:58)
4. Idiot (2:55)
5. Pacemaker (5:57)
6. Pollenchock & stjärnfall (4:59)
7. Att fånga en fjäril (4:16)
8. Vinter över ån (4:12)
9. Solen i ögonen (3:35)
10. Med bussen från stan (4:33)
11. Varning för ras (4:59)

## Singlar

### Tvivel, släppt 15 september 1998
1. Tvivel
2. Idiot
3. Där älvorna dansar

### Solen i ögonen, släppt 15 februari 1999
1. Solen i ögonen
2. Vemodets man
3. När Berga blev för trångt
4. Som en hemlös själ (Live)

## Medverkande
- Lars Winnerbäck - Sång, gitarr
- Lasse Bax - Bas
- Johan Johansson - Gitarr, skrammel
- Björn Rothstein - Trummor, slagverk
- Mike - Skrammel
- Jens Back - Hammondorgel, piano
- P.H. Andersson - Fiol
- Lotta Johansson - Fiol, kör
- Mattias Nyberg - Cello
- David Giese - Sampling
- Idde Schultz - Kör
- Stefan Sundström - Munspel
- Niko Röhlcke - Piano

## Listplaceringar
| Lista (1998-1999) | Topplacering |
| ----------------- | ------------ |
| Sverige           | 30           |